# Champlay
Champlay est une commune française située dans le département de l'Yonne en région Bourgogne-Franche-Comté. Ses habitants sont appelés les Campolaïciens ou Champlaisiens.

## Géographie
La superficie de la commune est de 2 108 hectares ; l'altitude varie entre 77 et 223 mètres.
La commune est constituée de deux villages distincts : Le Grand Longueron, qui est un important hameau avec une école maternelle et deux terrains de tennis ; et Le Petit Longueron, qui est le bourg, lui-même, avec l'église et la mairie.

### Climat
Pour des articles plus généraux, voir Climat de la Bourgogne-Franche-Comté et Climat de l'Yonne.
En 2010, le climat de la commune est de type climat océanique dégradé des plaines du Centre et du Nord, selon une étude du Centre national de la recherche scientifique s'appuyant sur une série de données couvrant la période 1971-2000. En 2020, Météo-France publie une typologie des climats de la France métropolitaine dans laquelle la commune est exposée à un climat océanique altéré et est dans la région climatique  Lorraine, plateau de Langres, Morvan, caractérisée par un hiver rude (1,5 °C), des vents modérés et des brouillards fréquents en automne et hiver. 
Pour la période 1971-2000, la température annuelle moyenne est de 11 °C, avec une amplitude thermique annuelle de 15,5 °C. Le cumul annuel moyen de précipitations est de 696 mm, avec 11,3 jours de précipitations en janvier et 7,7 jours en juillet. Pour la période 1991-2020, la température moyenne annuelle observée sur la station météorologique de Météo-France la plus proche, « Aillant », sur la commune de Montholon à 11 km à vol d'oiseau, est de 11,5 °C et le cumul annuel moyen de précipitations est de 727,4 mm. 
La température maximale relevée sur cette station est de 42,7 °C, atteinte le 24 juillet 2019 ; la température minimale est de −23,5 °C, atteinte le 25 février 1986,,. 
Les paramètres climatiques de la commune ont été estimés pour le milieu du siècle (2041-2070) selon différents scénarios d'émission de gaz à effet de serre à partir des nouvelles projections climatiques de référence DRIAS-2020. Ils sont consultables sur un site dédié publié par Météo-France en novembre 2022.

## Urbanisme

### Typologie
Au 1er janvier 2024, Champlay est catégorisée commune rurale à habitat dispersé, selon la nouvelle grille communale de densité à sept niveaux définie par l'Insee en 2022.
Elle est située hors unité urbaine. Par ailleurs la commune fait partie de l'aire d'attraction de Joigny, dont elle est une commune de la couronne,. Cette aire, qui regroupe 14 communes, est catégorisée dans les aires de moins de 50 000 habitants,.

### Occupation des sols
L'occupation des sols de la commune, telle qu'elle ressort de la base de données européenne d’occupation biophysique des sols Corine Land Cover (CLC), est marquée par l'importance des territoires agricoles (75,6 % en 2018), une proportion identique à celle de 1990 (75,6 %). La répartition détaillée en 2018 est la suivante : 
terres arables (72,7 %), forêts (18,3 %), zones urbanisées (3,3 %), zones agricoles hétérogènes (2,9 %), eaux continentales (2,8 %). L'évolution de l’occupation des sols de la commune et de ses infrastructures peut être observée sur les différentes représentations cartographiques du territoire : la carte de Cassini (XVIIIe siècle), la carte d'état-major (1820-1866) et les cartes ou photos aériennes de l'IGN pour la période actuelle (1950 à aujourd'hui).

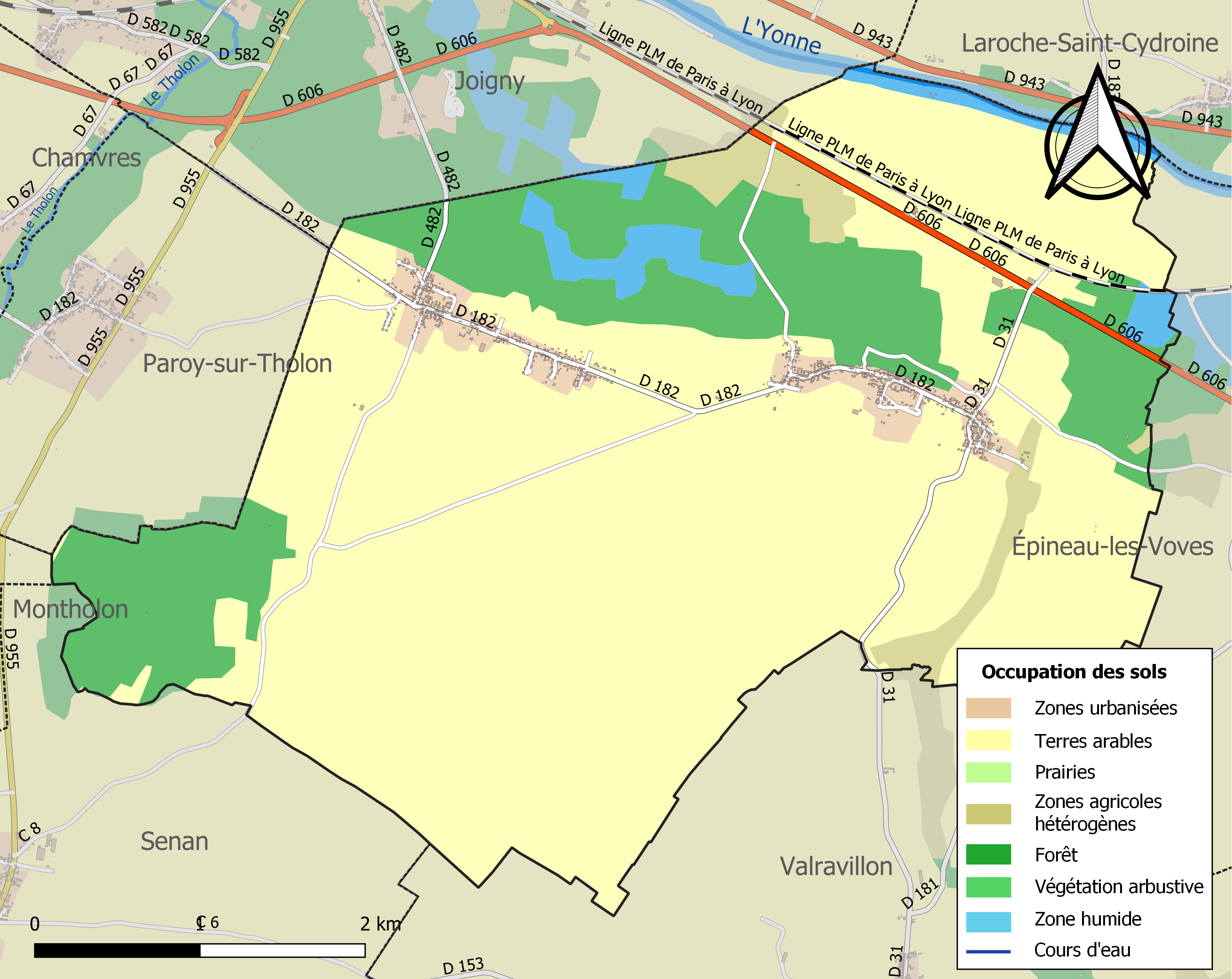
Carte des infrastructures et de l'occupation des sols de la commune en 2018 (CLC).

## Histoire
Datant de l'époque d'Hallstatt, une épée en fer a été découverte dans une tombe située sur le territoire de la commune.
La bataille de Champlay du 21 octobre 1615 est remportée par les troupes royales du maréchal de France Urbain de Montmorency-Laval, marquis de Bois-Dauphin sur celles de l'avant-garde de l'armée de Henri II de Bourbon-Condé, commandée par Henri de Luxembourg prince de Tingry.

## Politique et administration
| Période   | Période  | Identité           | Étiquette | Qualité                          |
| --------- | -------- | ------------------ | --------- | -------------------------------- |
|           |          |                    |           |                                  |
| mars 2008 | 2020     | Christian Rotilio  |           |                                  |
| 2020      | En cours | Jean-Pierre Barret | SE-DVG    | Retraité de la fonction publique |

## Démographie
L'évolution du nombre d'habitants est connue à travers les recensements de la population effectués dans la commune depuis 1793. Pour les communes de moins de 10 000 habitants, une enquête de recensement portant sur toute la population est réalisée tous les cinq ans, les populations de référence des années intermédiaires étant quant à elles estimées par interpolation ou extrapolation. Pour la commune, le premier recensement exhaustif entrant dans le cadre du nouveau dispositif a été réalisé en 2004.

En 2022, la commune comptait 757 habitants, en évolution de +5,14 % par rapport à 2016 (Yonne : −1,95 %, France hors Mayotte : +2,11 %).
| 1793 | 1800 | 1806 | 1821 | 1831 | 1836 | 1841 | 1846 | 1851 |
| ---- | ---- | ---- | ---- | ---- | ---- | ---- | ---- | ---- |
| 679  | 789  | 753  | 784  | 853  | 832  | 898  | 912  | 975  |

| 1856 | 1861 | 1866 | 1872 | 1876 | 1881 | 1886 | 1891 | 1896 |
| ---- | ---- | ---- | ---- | ---- | ---- | ---- | ---- | ---- |
| 935  | 901  | 870  | 849  | 766  | 736  | 750  | 734  | 697  |

| 1901 | 1906 | 1911 | 1921 | 1926 | 1931 | 1936 | 1946 | 1954 |
| ---- | ---- | ---- | ---- | ---- | ---- | ---- | ---- | ---- |
| 674  | 650  | 630  | 512  | 564  | 570  | 549  | 539  | 609  |

| 1962 | 1968 | 1975 | 1982 | 1990 | 1999 | 2004 | 2006 | 2009 |
| ---- | ---- | ---- | ---- | ---- | ---- | ---- | ---- | ---- |
| 578  | 536  | 556  | 637  | 675  | 628  | 663  | 659  | 698  |

| 2014 | 2019 | 2022 | - | - | - | - | - | - |
| ---- | ---- | ---- | - | - | - | - | - | - |
| 726  | 723  | 757  | - | - | - | - | - | - |

## Lieux et monuments
L'Inventaire général du patrimoine culturel de la France répertorie les deux éoliennes de pompage, construites au début du XXe siècle,,aujourd'hui démontées, devenues trop dangereuses.

## Environnement
La commune inclut trois ZNIEFF :
- La ZNIEFF du bois de Montholon[23], où les milieux déterminants sont des landes, fruticées, pelouses et prairies, avec des bois. Champlay, Champvallon, Paroy-sur-Tholon et Senan se partagent les 333 ha de cette ZNIEFF.
- La ZNIEFF de la vallée de l'Yonne entre Champlay et Cézy[24] a une surface de 1086 ha, répartis sur les communes de Cézy, Champlay, Joigny et Saint-Aubin-sur-Yonne. Son habitat déterminant est les eaux vives ; on y trouve aussi eaux douces stagnantes, landes, fruticées, pelouses, prairies, forêts, tourbières et marais.
- La ZNIEFF du marais des Noues d'Abandon[25], soit 105 ha de tourbières et marais comme milieux déterminants, accompagnés d'eaux douces stagnantes, landes, fruticées, pelouses, prairies et forêts. Le tout est partagé entre Champlay et Joigny.

## Personnalités liées à la commune
- Hippolyte Ribière (1822-1885), homme politique, préfet et sénateur de l'Yonne, y est né.
- Constant Duval (1877-1956), artiste peintre, dessinateur et affichiste  est né au hameau du Grand Longueron, rue des vignes.
- Jules Louis Bolé de Chamlay dit marquis de Champlay(1650-1719) est un homme de guerre et diplomate français, proche de Louis XIV[26],[27].